# Aknīste
Aknīste  er en mindre by i landsdelen Sēlija i det sydøstlige Letland. Byen har 917 (2024) indbyggere og ligger i Jēkabpils kommune. Den fik byrettigheder i 1991.
Byen ligger ved floden Dienvidsusēja, 69 kilometer syd landsdelens største by og kulturelle centrum Jēkabpils, tæt på grænsen til nabolandet Litauen. Før Letlands selvstændighed i 1918 var byen også kendt under sit tyske navn Oknist.